# Ірис і лейтенант
«Ірис і лейтенант» (швед. Iris och löjtnantshjärta) — шведський фільм-драма 1946 року, який поставив режисер Альф Шеберґ за однойменним романом шведського письменника Олле Гедберґа 1934 року. Стрічка відзначена Гран-прі 1-го Каннського кінофестивалю у 1946 році.

## Сюжет
Лейтенант Роберт Мотандер з багатої сім'ї під час вечері у родичів закохується в покоївку Ірис. Через це він відмовляється одружуватися з багатою спадкоємицею, яку обрав для нього його батько. Заради Ірис Роберт навіть ладен пожертвувати своєю військовою кар'єрою. Але, під час своєї останньої місії, лейтенант помирає, а Ірис готується стати матір'ю та самотужки виховувати їхню з Робертом майбутню дитину…

## В ролях
| Май Зеттерлінг     | ···· | Ірис Маттсон        |
| Альф Челлін        | ···· | Роберт Мотандер     |
| Оке Клаєссон       | ···· | Оскар Мотандер      |
| Хольгер Левенадлер | ···· | Бальтазар Мотандер  |
| Стіг Яррель        | ···· | Гаральд             |
| Айнар Аксельссон   | ···· | Франс, чоловік Мері |
| Гулль Наторп       | ···· | пані Асп            |
| Маргарета Фален    | ···· | Грета Мотандер      |
| Інгрід Бортен      | ···· | Мері Мотандер       |
| Петер Ліндгрен     | ···· | Сванте, інженер     |
| Магнус Кесстер     | ···· | Еміль Гастелл       |

## Визнання
| Нагороди та номінації фільму «Ірис і лейтенант» | Нагороди та номінації фільму «Ірис і лейтенант» | Нагороди та номінації фільму «Ірис і лейтенант» | Нагороди та номінації фільму «Ірис і лейтенант» | Нагороди та номінації фільму «Ірис і лейтенант» | Нагороди та номінації фільму «Ірис і лейтенант» |
| Рік                                             | Кінофестиваль/кінопремія                        | Категорія/нагорода                              | Номінант                                        | Результат                                       |                                                 |
| ----------------------------------------------- | ----------------------------------------------- | ----------------------------------------------- | ----------------------------------------------- | ----------------------------------------------- | ----------------------------------------------- |
| 1946                                            | 1-й Каннський кінофестиваль                     | Гран-прі                                        | Ірис і лейтенант                                | Перемога                                        |                                                 |
| 1947                                            | Венеційський кінофестиваль                      | Міжнародний Гран-прі                            | Ірис і лейтенант                                | Номінація                                       |                                                 |